# Antikensammlung Erlangen
Die Antikensammlung der Friedrich-Alexander-Universität Erlangen-Nürnberg (FAU), kurz Antikensammlung Erlangen, ist eine dem Institut für Klassische Archäologie der Universität Erlangen angegliederte Sammlung von Gipsabgüssen antiker Plastik und antiker Originalstücke.

## Geschichte
Die Geschichte der Erlanger Antiken- und Gipsabgusssammlung reicht zurück bis ins Jahr 1855, als Carl Friederichs erstmals begann, Abgüsse antiker Plastik zu Lehrzwecken anzukaufen. Die Abgüsse sollten der Veranschaulichung antiker Kunstwerke dienen. Am 9. Dezember 1857 wurde das „Archäologische Museum der Königlich Bayerischen Friedrich Alexander Universität“ mit anfangs lediglich 15 Stücken der Universität übergeben. Aufgrund des Fehlens eines Lehrstuhls für Klassische Archäologie unterstand die Sammlung zunächst dem Institut für Philosophie, damals vertreten durch Carl Heyder.
Im Jahr 1887 – dem Jahr, in dem die Erlanger Universität auch ein eigenes „Archäologisches Seminar“ bekam – erwarben die Verantwortlichen auch eine Kiste mit Scherben aus dem Nachlass Ludwigs I. Diese Scherben, die erst 1947 inventarisiert wurden, sollten den Kern der späteren Originalsammlung bilden.
Anfang Mai 1889 wurde die Sammlung, die bis dahin im Erlanger Schloss untergebracht war, ins Kollegienhaus der Universität verlagert. Zu Beginn des zwanzigsten Jahrhunderts experimentierte der Erlanger Archäologe Heinrich Bulle mit einigen der Gipsabgüsse, denen er beispielsweise eine farbliche Fassung geben ließ, um einen realistischeren und wirklichkeitsgetreuen Eindruck beim Betrachter zu hinterlassen. Mit ihm verlagerte sich ab 1903 auch die Sammlungstätigkeit insgesamt, da ab diesem Zeitpunkt systematisch originale Objekte antiker Keramik und Kleinkunst angekauft wurden.
Als der Münchner Gelehrte Paul Arndt im Jahr 1937 verstarb, vermachte er der Antikensammlung sein privates Foto-Archiv, das sich bis heute im Besitz der Erlanger Sammlung befindet. Es umfasst ca. 28 000 Fotografien antiker Plastik, Porträts und Gebäude. Der erste hauptamtliche Kustos der Sammlung war – ab 1947 – Wilhelm Grünhagen. Er verfasste auch den ersten Katalog des Sammlungsbestandes: „Antike Originalarbeiten der Kunstsammlung des Instituts (1948)“.
Während der beiden Weltkriege wurden die Räumlichkeiten der Sammlung als Lazarett genutzt. Einige Gipsabgüsse wurden bei diesem Anlass beschädigt; zu größeren Verlusten im Bestand der Sammlung kam es aber nicht. Im Jahr 1957, unter dem damaligen Institutsvorstand Wolfgang Züchner, wurde die Erlanger Antikensammlung erneut umquartiert, diesmal in das Souterrain des Seminargebäudes der Philosophischen Fakultät in der Kochstraße. Dort ist die Sammlung auch heute noch.
Kustoden der Sammlung
- 1947–1954: Wilhelm Grünhagen
- 1970–1990: Eberhard Reschke
- 1990–1991: Volker Scheunert (Juni 1990 bis Juli 1991, Vertretung der damals vakanten Kustodenstelle)
- 1991–2022: Martin Boss
- 2022–2024: Georg Gerleigner (November 2022 bis April 2024) und Fabian Gapp (Januar 2023 bis April 2024) (beide Vertretung der vakanten Kustodenstelle)
- seit 2025: Julian Schreyer (seit April 2025, Vertretung der vakanten Kustodenstelle)

## Bestand
Die Erlanger Antikensammlung gliedert sich in den Bereich der Gipsabguss-Sammlung, der Sammlung antiker Originalwerke und des Fotoarchivs.
Die Gipsabgüsse, mit deren Ankauf bereits 1855 begonnen wurde, umfassen Kopien berühmter antiker Statuen wie etwa des Apollo von Belvedere, der Venus vom Esquilin oder des Betenden Knaben des Teisikrates. Weitere Gipsabgüsse antiker Plastik, wie etwa des Zeus von Otricoli, der Juno Ludovisi sowie zahlreicher Porträts antiker Gelehrter wie etwa Platon oder Aristoteles ergänzen den Bestand, ebenso wie eine umfangreiche Galerie von Abgüssen der Porträts römischer Kaiser und Staatsmänner von Gaius Iulius Caesar über Trajan bis hin zu Septimius Severus.
Die Originalsammlung umfasst in erster Linie Stücke antiker Keramik. Besonders prominent ist eine im Jahr 1905 erworbene schwarzfigurige attische Schale des sechsten Jahrhunderts v. Chr., deren Bemalung in der Wissenschaft die Benennung eines eigenen Malers hervorrief: Es handelt sich um den sogenannten Erlanger Maler. Ludwig Curtius erwarb im Jahr 1911 darüber hinaus einen bronzenen Dreifußständer, der als „Erlanger Dreifuß“ bekannt wurde.

## Sonderausstellungen und Projekte
Neben den Dauerausstellungen der Gipsabgüsse und der antiken Originalstücke organisiert das Institut für Klassische Archäologie der Friedrich-Alexander Universität darüber hinaus auch Sonderausstellungen zu bestimmten Themen – beispielsweise zur Darstellung von Satyrn in der Antike oder zu den Porträts römischer Kaiserinnen.
Mit dem Jahr 2007 wurden zwei Modelle zum Forum Romanum fertig gestellt, die seitdem an verschiedenen anderen Orten in Deutschland in Sonderausstellungen gezeigt wurden, so  in Berlin, Kassel und in der Glyptothek in München. An der Wissenschaft orientierter Modellbau wurde seitdem als fortlaufendes Projekt mit Studenten durchgeführt.